# Abacetus collarti
Abacetus collarti es una especie de escarabajo terrestre de la subfamilia Pterostichinae.  Fue descrito por Straneo en 1948. 